# 남연
남연(南燕 398년~410년)은 중국 오호십육국시대 선비족(鮮卑族) 모용부(慕容部)의 모용덕(慕容德)에 의해 건국된 나라이다. 국호는 연(燕)으로 후연(後燕)에서 분리 독립하여 건국되었다. 같은 시대에 국호를 연으로 하는 국가가 5개가 존재하기 때문에 구분하기 위하여 남연이라 부른다.

## 역사
396년 말부터 북위(北魏)가 후연을 침공하여 하북 일대가 북위의 지배하에 놓이게 되었다. 모용덕은 후연의 승상·령기주목(丞相·領冀州牧)에 임명되어 업(鄴)에서 장기간 농성을 하였다. 그러나 397년에 후연의 수도 중산(中山)이 함락되고 모용린(慕容麟)이 중산에서 도망쳐 오자, 모용덕은 북위의 위협을 느끼고 활대(滑臺)로 근거지를 옮겼다. 398년, 모용덕은 활대에서 연왕(燕王)을 자칭하였으니 일반적으로 이때부터 남연이 건국된 것으로 본다. 모용덕은 활대를 중심으로 세력을 정비하였으나 399년에 수하에 있던 망명세력 부광(苻廣)이 반란을 일으키고 뒤이어 활대에서도 반란이 일어나 북위에 항복하는 일이 벌어졌다. 이에 근거지를 잃은 모용덕은 수하들의 건의에 따라 남하하여 연주(兗州) 북부를 장악하였다. 399년 말에는 동쪽의 청주(靑州)를 지배하고 있던 군벌 벽려혼(壁閭渾)을 쳐서 무너뜨리고 광고(廣固)를 수도로 정하였다.
400년, 모용덕은 광고에서 황제에 즉위하고 연호를 건평(建平)으로 정하였다. 그리고 이름을 고쳐 모용비덕(慕容備德)이라 하였다. 모용덕은 청주와 연주 북부 일대를 지배하면서 내치를 다졌고, 동진(東晉)이 환현(桓玄)의 찬탈로 인해 혼란스러운 틈을 타 장쑤성 일대를 점령하려 하였다. 그러나 모용덕은 황제에 즉위하고 얼마 있지 않아 장액(張掖)에 두고 온 가족들이 몰살당한 소식을 전해 듣고 충격으로 병에 걸렸다. 나이가 많았던 모용덕은 계속 병이 재발하였고 이로 인해 남연은 동진 정벌을 여러 차례 추진하였으나 번번이 무산되었다.
405년에 모용덕은 형 모용납(慕容納)의 유복자가 장안(長安)에 살고 있다는 소식을 듣고 사람을 보내 그를 찾았다. 장안에 거주하고 있던 모용납의 아들 모용초(慕容超)는 사신을 따라 단신으로 광고를 찾아왔고 모용덕은 조카임을 확인하자 매우 기뻐하며 모용초를 태자로 삼았다. 모용초는 남연으로 찾아오는 과정에서 남연의 대신 모용법(慕容法) 등과 알력을 가졌다. 모용덕은 얼마 지나지 않아 사망하였으며 모용초가 뒤를 이었다.
모용초는 남연의 옛 신하들과 대립하여 친우인 공손오루(工孫五樓)를 중용하여 측근 정치를 펼쳤다. 이에 불만을 품은 모용법, 모용종(慕容鐘), 단굉(段宏) 등은 406년에 모반을 일으켰으나 곧 진압되었고 이들은 모두 북위에 항복하였다. 모용초는 독재 체제를 구축하고 사치와 폭정을 일삼았다. 모용초의 생모 단씨(段氏)와 부인 호연씨(呼延氏) 후진(後秦)에 머물고 있었는데 모용초는 407년에 이들의 송환을 후진의 군주 요흥(姚興)에게 공식적으로 요청하였다. 요흥은 이들을 송환하는 대가로 남연이 후진에 신속하고 태악(太樂)을 바치도록 하였고, 모용초는 신하들의 반대를 물리치고 후진에 신속하였다.
409년, 모용초는 후진에 바쳐 없어진 태악을 다시 구하기 위해 동진을 공격하여 악공과 백성들을 약탈하였다. 이에 동진은 유유(劉裕)가 북벌군을 일으켜 남연을 침공하였다. 모용초는 험한 곳을 지키자는 신하들의 의견을 물리치고 유유의 북벌군을 영내로 끌어들여 단기 결전을 벌이려고 하였다. 그러나 전투에서 패하여 모용초는 수도 광고(廣固)에서 6개월 여를 농성하였다. 410년에 성이 함락되어 남연은 멸망하였다.

## 같이 보기
- 선비족
- 오호

| 대수  | 묘호             | 시호                        | 성명           | 연호                     | 재위기간      | 능호           |
| ----- | ---------------- | --------------------------- | -------------- | ------------------------ | ------------- | -------------- |
| 제1대 | 연 세종 (燕世宗) | 헌무황제 (獻武皇帝)         | 모용덕(慕容德) | 건평(建平) 400년 ~ 405년 | 398년 ~ 405년 | 동양릉(東陽陵) |
| -     | -                | 목황제 (穆皇帝) (말주 추숭) | 모용납(慕容納) | -                        | -             | -              |
| 제2대 | -                | 말주 (末主)                 | 모용초(慕容超) | 태상(太上) 405년 ~ 410년 | 405년 ~ 410년 | -              |